# مارجوري باركر سميث
مارجوري باركر سميث (بالإنجليزية: Marjorie Parker Smith)‏ هي راقصة على الجليد أمريكية، ولدت في 1917، وتوفيت في 17 يناير 2009.